# Résolution 1319 du Conseil de sécurité des Nations unies
Membres permanents
- Chine
- États-Unis
- France
- Royaume-Uni
- Russie

Membres non permanents
- Argentine
- Bangladesh
- Canada
- Jamaïque
- Malaisie
- Mali
- Namibie
- Pays-Bas
- Tunisie
- Ukraine

Résolution no 1318 Résolution no 1320
La Résolution 1319 du Conseil de sécurité des Nations unies fut adoptée à l'unanimité le 8 septembre 2000. Après avoir rappelé les résolutions précédentes sur le Timor oriental, le Conseil a demandé à l'Indonésie de prendre des mesures pour désarmer et dissoudre les milices sur l'île après le meurtre de trois membres du personnel des Nations unies.
Le Conseil de sécurité a rappelé sa préoccupation antérieure concernant les nombreux réfugiés du Timor oriental présents dans des camps au Timor occidental. Des milices étaient également présentes dans les camps et intimidaient les réfugiés et le personnel du Haut Commissariat des Nations unies pour les réfugiés (HCR). Il a été consterné par le meurtre de trois membres du personnel des Nations unies le 6 septembre 2000 par une foule dirigée par des miliciens, et les attaques contre le personnel international dans le pays et les réfugiés ont été condamnées,. Un certain nombre de réfugiés ont également été tués à Betun, au Timor occidental, et le Conseil s'est félicité de la condamnation et de l'intention d'ouvrir une enquête par l'Indonésie.
La résolution insistait pour que le gouvernement indonésien prenne des mesures pour désarmer et dissoudre immédiatement la milice, rétablir la loi et l'ordre, assurer la sécurité des camps de réfugiés et des travailleurs humanitaires et empêcher les incursions transfrontalières. Il a également souligné que les responsables des attaques armées contre l’île de Timor devaient être traduits en justice, d’autant plus que de graves violations du droit international humanitaire avaient eu lieu.
Les autorités indonésiennes ont été invitées à assurer le retour en toute sécurité des réfugiés qui retourneraient volontairement au Timor oriental et de s'assurer ceux qui ne le seraient pas seraient réinstallés. Le Conseil a noté que l'Indonésie avait déployé des troupes supplémentaires au Timor occidental, mais a noté que les agents du HCR ne pouvaient pas rentrer tant qu'il n'y aurait pas de garanties crédibles de sécurité. L’Administration transitoire des Nations Unies au Timor oriental a dû répondre d’urgence à la menace des milices conformément à la Résolution 1272 (de 1999).
Enfin, le Secrétaire général Kofi Annan a été prié de faire un rapport dans un délai d'une semaine au Conseil sur la situation sur l'île.
À la suite de l'adoption de la résolution 1319, le Conseil a approuvé l'envoi d'une mission dans la région pour discuter de sa mise en œuvre.